# Bevan Docherty
Bevan Docherty, MNZM (* 29. März 1977 in Taupō) ist ein ehemaliger Triathlet aus Neuseeland. Er ist Triathlon-Weltmeister (2004), kam zweimal bei Olympischen Spielen in die Medaillenränge und ist Ironman-Sieger (2013, 2014). Er wird in der Bestenliste neuseeländischer Triathleten auf der Ironman-Distanz geführt.

## Werdegang
2004 wurde Bevan Docherty in Madeira Triathlon-Weltmeister auf der olympischen Distanz (1,5 km Schwimmen, 40 km Radfahren und 10 km Laufen).
Er startete 2004, 2008 und 2012 bei den Olympischen Spielen und konnte dabei eine Silber- sowie eine Bronzemedaille erringen. Bei der Weltmeisterschaft 2008 in Vancouver wurde Bevan Docherty Zweiter auf der olympischen Distanz.
Im März 2013 holte er sich bei seinem ersten Sieg auf der Langdistanz den Titel beim Ironman in Neuseeland. Bevan Docherty wurde von Mark Elliot trainiert.
Im Januar 2015 erklärte er seine Zeit als Profi-Athlet für beendet.

### Privates
Auch seine ältere Schwester Fiona Docherty (* 1975) war bis 2008 im Duathlon und Triathlon aktiv: Sie gewann 2003 den Powerman Zofingen in der Schweiz und war nach ihrer Triathlon-Karriere noch einige Jahre als Läuferin auf der Marathon-Distanz aktiv.
Bevan Docherty lebt mit seiner Frau  in Santa Cruz.

## Sportliche Erfolge
| Datum/Jahr    | Rang | Wettbewerb                                                 | Austragungsort | Zeit        | Bemerkung |
| ------------- | ---- | ---------------------------------------------------------- | -------------- | ----------- | --- |
| 31. Aug. 2014 | 15   | Hy-Vee Triathlon 5150                                      | Des Moines     | 01:47:10    | U.S. Championships |
| 1. Juni 2014  | 2    | Escape from Alcatraz Triathlon                             | San Francisco  | 02:04:59    | |
| 3. Mai 2014   | 9    | Ironman 70.3 St. George                                    | St. George     | 03:49:05    | US-Championships |
| 8. Juni 2013  | 1    | Ironman 70.3 Boise                                         | Boise          | 03:52:55    | |
| 19. Mai 2013  | 2    | Columbia Triathlon                                         | Ellicott City  | 01:52:23    | Zweiter hinter Cameron Dye |
| 3. Feb. 2013  | 2    | Ironman 70.3 Panama                                        | Panama City    | 04:00:05    | |
| 20. Jan. 2013 | 2    | Ironman 70.3 Auckland                                      | Auckland       | 03:56:37    | |
| 9. Sep. 2012  | 3    | Ironman 70.3 World Championship                            | Las Vegas      | 03:56:25    | Ironman 70.3 Weltmeisterschaft |
| 7. Aug. 2012  | 12   | Olympische Sommerspiele 2012                               | London         | 01:48:35    | |
| 10. Juni 2012 | 3    | Escape from Alcatraz Triathlon                             | San Francisco  | 02:04:32    | |
| 12. Feb. 2012 | 1    | Ironman 70.3 Panama                                        | Panama City    | 03:50:13    | |
| 10. Sep. 2011 | 19   | ITU Triathlon World Championship Series 2011               | Peking         | 01:49:57    | [ 4 ] |
| 5. Juni 2011  | 2    | Escape from Alcatraz Triathlon                             | San Francisco  |             | |
| 20. März 2011 | 2    | 5150 Miami International Triathlon                         | Miami          | 01:44:30    | |
| 12. Juni 2010 | 4    | Hy-Vee ITU Triathlon Elite Cup                             | Des Moines     | 01:50:34    | 1,5 km Schwimmen, 40 km Radfahren und 10 km Laufen                                                                                                 |
| 2. Mai 2010   | 2    | Escape from Alcatraz Triathlon                             | San Francisco  | 02:00:24    | hinter Hunter Kemper |
| 11. Apr. 2010 | 1    | ITU Triathlon World Championship Series 2010               | Sydney         | 01:51:27    | Sieg beim Auftaktrennen der Saison 2010 |
| 14. März 2010 | 4    | Miami International Triathlon                              | Miami          | 01:48:34    | auf der olympischen Distanz |
| 2. Mai 2009   | 1    | ITU World Championship Series 2009                         | Tongyeong      | 01:50:25    | |
| 5. Apr. 2009  | 1    | ITU Triathlon Oceania Cup                                  | New Plymouth   | 01:51:32    | [ 8 ] |
| 21. Juni 2008 | 2    | Hy-Vee Triathlon                                           | Des Moines     | 01:54:29    | |
| 8. Juni 2008  | 2    | ITU Triathlon Short Distance World Championships           | Vancouver      | 01:50:12    | Vizeweltmeister hinter dem Spanier Javier Gómez |
| 2008          | 3    | Olympische Sommerspiele 2008                               | Peking         |             | |
| 3. Juni 2007  | 2    | Escape from Alcatraz Triathlon                             | San Francisco  |             | |
| 2006          | 2    | Commonwealth Games 2006                                    | Melbourne      | 01:49:26    | zweiter Rang beim Triathlon über die olympische Distanz (1,5 km Schwimmen, 40 km Radfahren und 10 km Laufen) hinter dem Australier Brad Kahlefeldt |
| 31. Juli 2004 | 1    | London Triathlon                                           | London         | 01:46:18    | |
| 9. Mai 2004   | 1    | ITU Triathlon Short Distance World Championships           | Madeira        | 01:41:04    | Triathlon-Weltmeister über die olympische Distanz                                                                                                  |
| 2004          | 2    | Olympische Sommerspiele 2004                               | Athen          | 01:51:15,60 | |
| 7. Dez. 2006  | 4    | ITU Short Distance Triathlon World Championships           | Queenstown     | 01:55:06    | Triathlon-Weltmeisterschaft |
| 2002          | 42   | ITU Short Distance Triathlon World Championships           | Cancún         | 01:56:33    | Triathlon-Weltmeisterschaft |
| 2. Sep. 2001  | 13   | Goodwill Games                                             | Brisbane       | 01:51:54,38 | [ 9 ] |
| 2001          | 2    | Alpen-Triathlon                                            | Schliersee     |             | |
| 2001          | 7    | ITU Short Distance Triathlon World Championships           | Edmonton       | 01:48:42    | Triathlon-Weltmeisterschaft |
| 2000          | 2    | Alpen-Triathlon                                            | Schliersee     |             | |
| 1999          | 3    | Triathlon de Obernai                                       | Obernai        | 02:04:50    | bei der Erstaustragung im Elsass |
| 1997          | 21   | ITU Short Distance Triathlon World Championship Junior Men | Perth          | 01:57:21    | Triathlon-Weltmeisterschaft Junioren |

| Datum/Jahr   | Rang | Wettbewerb          | Austragungsort | Zeit     | Bemerkung                                                                 |
| ------------ | ---- | ------------------- | -------------- | -------- | ------------------------------------------------------------------------- |
| 17. Mai 2014 | 1    | Ironman Texas       | The Woodlands  | 08:09:37 | mit neuer persönlicher Bestzeit auf der Ironman-Distanz                   |
| 2. März 2013 | 1    | Ironman New Zealand | Taupō          | 08:15:35 | Sieg beim ersten Start auf der Ironman-Distanz – mit neuem Streckenrekord |

(DNF – Did Not Finish)